# Пресвитерианская церковь Уганды
Пресвитерианская церковь Уганды (англ. Presbyterian Church in Uganda) — это консервативная кальвинистская деноминация в Уганде. В конце 2000-х годов церковь насчитывала почти 100 церквей в 5 пресвитериях.

## История
Пресвитерианская церковь в Уганде была основана в 1970-х годах угандийским пастором Кифой Семпанги (англ. Keefa Sempangi), который в то время был членом парламента и пастором пятидесятнической церкви в Кампале. В 1973 году Семпанги был вынужден эмигрировать из-за преследований Иди Амина. Семпанги поселился в Нидерландах, где обратился в реформатскую веру. Позже он отправился учиться в США и стал студентом Вестминстерской духовной семинарии в Филадельфии, штат Пенсильвания.
Семпанги вернулся в Уганду в 1979 году. В том же году в Кампале, Уганда, под его руководством была организована «Первая пресвитерианская церковь в Кампале». Церковь организовала Вестминстерскую теологическую семинарию в Уганде для обучения национальных пасторов. В 1989 году произошёл церковный раскол, когда из состава церкви выделилась группа, основавшая «Реформатскую пресвитерианскую церковь Уганды».
Пресвитерианская церковь Уганды основала общины по всей Уганде. Церковь является членом Всемирного сообщества реформатских церквей. Миссионерские проекты осуществлялись в Центральной Уганде и по всей стране.
С 1995 года в Мбале, Уганда, начала работу Православная пресвитерианская церковь (США). Позже её миссия переехала в Карамоджу. Православные пресвитерианские церкви в Мбеле имеют временное членство в Пресвитерианской церкви Уганды и включены в состав пресвитерии Мбале.

## Структура
Церковь имеет штаб-квартиру в Кампале, Уганда. Церковь использует пресвитерианское устройство. Генеральная Ассамблея является высшим органом власти.  На местном уровне работает община под руководством обучающих старейшин, правящих старейшин и дьяконов. Пресвитерия является средним органом управления. В составе церкви работают следующие пресвитерии: Семулики, Капчорвы, Гулу, Кампалы, Центральные пресвитерии, Мбале. Пресвитерии Рувензори и Восточные находятся в диалоге о потенциальной интеграции в Пресвитерианскую церковь Уганды.

## Доктрина
Церковь придерживается реформатских канонов: Апостольский Символ веры, Вестминстерское исповедание веры, Вестминстерский краткий катехизис, Вестминстерский Большой Катехизис.

## Семинария
Вестминстерская духовная семинария и колледж открылись в 1996 году в молитвенном доме Первой пресвитерианской церкви в Кампале. Первыми студентами были угандийцы. Занятия начались в Зане в 1998 году. Студенты из Судана начали приезжать в 1999 году. Собственная семинария церкви открылась в 2007 году. Были построены новые помещения.
Семинария является официальным богословским учреждением пресвитерианской церкви в Уганде, находится в Кампале, Уганда.

## Отношения с другими реформатскими церквями
Пресвитерианская церковь в Уганде поддерживает братские отношения со свободными реформатскими церквями в Нидерландах через реформатскую миссию Утрехта и с Пресвитерианской церковью в Америке.

## Внешние ссылки
- Сайт Вестминстерской духовной семинарии
- Пресвитерианская церковь общины Зана
- Православная пресвитерианская миссия Уганды